# Oulad Abbou
Oulad Abbou (arabiska: اولاد عبو) är en stad i Marocko. Den ligger i provinsen Berrechid och regionen Casablanca-Settat, 140 km sydväst om huvudstaden Rabat. Antalet invånare var 11 299 vid folkräkningen 2014.